# Dolichos elatus
Dolichos elatus är en ärtväxtart som beskrevs av John Gilbert Baker. Dolichos elatus ingår i släktet Dolichos och familjen ärtväxter. IUCN kategoriserar arten globalt som livskraftig. Inga underarter finns listade i Catalogue of Life.